# Aeroportul Național Wichita Dwight D. Eisenhower
Aeroportul Național Wichita Dwight D. Eisenhower (IATA: ICT, ICAO: KICT, FAA LID: ICT) este un aeroport din Kansas, Statele Unite ale Americii ce deservește zona Wichita. Aeroportul a fost tranzitat în 2022 de 1.534.965 de pasageri. A fost deschis în 1954 și numit după zona deservită.
Situat la o altitudine de 406 m, aeroportul dispune de 3 piste.

## Infrastructură

### Piste
Aeroportul dispune de 3 piste: 
- pista 01L/19R din beton, cu dimensiunile 10.301 picioare × 150 picioare
- pista 01R/19L din beton, cu dimensiunile 7.301 picioare × 150 picioare
- pista 14/32 din beton, cu dimensiunile 6.301 picioare × 150 picioare